# Instruments des ténèbres
 (juin 2017).
- Si vous ne connaissez pas le sujet, laissez ce bandeau (vous pouvez alors contacter les auteurs).
- Si vous supprimez le contenu mis en cause (vous pouvez préalablement contacter les auteurs),

argumentez précisément cette suppression dans la page de discussion
(un manque de référence n'est pas un argument ; une recherche réelle de référence doit avoir été effectuée, être formellement documentée).
 (juin 2017).
Si vous disposez d'ouvrages ou d'articles de référence ou si vous connaissez des sites web de qualité traitant du thème abordé ici, merci de compléter l'article en donnant les références utiles à sa vérifiabilité et en les liant à la section « Notes et références ».
Instruments des ténèbres est un roman écrit en français par Nancy Huston, romancière et essayiste canadienne anglophone, publié en 1996. Ce roman a reçu le prix Goncourt des lycéens 1996 et le prix du Livre Inter ainsi que le Grand prix des lectrices de Elle Québec en 1997.

## Résumé
Nadia, une Américaine d'une cinquantaine d'années, fait de sa vie un bilan négatif qu'elle exprime à travers son journal intime Le Carnet Scordatura. Parallèlement, elle écrit un roman La Sonate de la résurrection qui met en scène des jumeaux, Barbe et Barnabé, dans la France du début du XVIIIe siècle. Au fur et à mesure de la lecture, des correspondances entre les souvenirs de Nadia et le destin des jumeaux vont se dévoiler.

## Sources de la création romanesque

### Ouvrage d'André Alabergère
Pour écrire Instruments des Ténèbres, Nancy Huston s'est inspiré de faits réels, rapportés dans l'ouvrage d'André Alabergère Au temps des laboureurs en Berry, un recueil d'archives anciennes. Nancy Huston reprend ainsi l'histoire d'une jeune femme nommée Barbe Durand. Le destin du personnage de Nancy Huston suit dans les grandes lignes celui de la vraie Barbe Durand, ce qui donne à "La Sonate de la Résurrection" une coloration très réaliste. Outre le personnage de Barbe, d'autres éléments sont empruntés à l'ouvrage d'André Alabergère: le personnage de Simon Guersant et l'épisode de "la petite bergère foudroyée"..

### Une inspiration autobiographique
On peut remarquer de nombreux points communs entre l'écrivain Nancy Huston et ses personnages, Nadia et les jumeaux, Barbe et Barnabé. Nancy Huston est née en Amérique du Nord, au Canada, a vécu à New York et a vu son enfance brisée par le départ de sa mère. Sa jeunesse fut marquée par un mal être très fort. Ces caractéristiques se retrouvent chez Nadia, américaine de New York, écrivain et en proie avec une souffrance très forte. Le thème de la rupture entre mère et enfant se réalise de façons différentes dans Instruments des Ténèbres: Barbe et Nadia, vont chacune tuer leur enfant, l'une par l'infanticide l'autre par un avortement et en concevoir un terrible regret. D'autre part, Nadia perd le contact avec sa mère Elisa quand celle-ci s'enfonce dans la folie. L'instabilité de l'enfance de Nancy Huston, marquée par de nombreux déménagements, se retrouve dans celle de Barbe, ballottée de foyer en foyer. Point plus positif qui lie l'auteur et ses personnages : le goût de la musique, l'une des passions de Nancy Huston. Mais alors que Nadia se compare à un instruments mal accordé, Barnabé quant à lui, possède une voix exceptionnelle.

## Structure du roman

### Deux parties bien différentes
Instruments des Ténèbres est divisé en deux parties bien distinctes, le "Carnet Scordatura" et "La Sonate de la résurrection".  Le "Carnet" est un journal intime, c'est-à-dire qu'il se présente comme un récit de vie authentique dont la rédaction se déroule durant le cycle d'une année. Au centre de ce journal, il y a Nadia qui vit aux États-Unis à la fin du XXe siècle. "La Sonate de la Résurrection" est une fiction avérée qui met en scène des jumeaux Barbe et Barnabé, dans la France de la fin du XVIIe siècle. Ce roman suit le cycle d'une vie puisqu'il nous mène de la naissance des jumeaux à la mort de Barnabé et à la "résurrection" de Barbe.

### Correspondances
La particularité majeure de la construction d'Instruments des ténèbres est l'existence de correspondances étroites entre les événements et les personnages du "Carnet Scordatura" et ceux qui apparaissent dans "La Sonate de la Résurrection".  Le tableau ci-dessous répertorie les principales.
| Le Carnet Scordatura                          | La Sonate de la Résurrection      |
| --------------------------------------------- | --------------------------------- |
| Nadia et son jumeau mort-né                   | Barbe et Barnabé                  |
| Le daîmon de Nadia                            | Le cœur de Robert d'Abrissel      |
| L'avortement de Nadia                         | L'infanticide de Barbe            |
| Les fausses couches d'Elisa                   | L'accouchement fatal a Marthe     |
| Stella, mère de remplacement                  | Hélène Denis mère de remplacement |
| Les divagations d'Elisa                       | Le délire de Barbe                |
| Joanna et Sabina                              | Jeanne, meilleure amie de Barbe   |
| Ronald, père tyrannique                       | Donat, maître violeur             |
| Elisa la violoniste et Edmund le haute-contre | Barnabé le chanteur               |
| Tom Pouce                                     | Le petit Poucet                   |

Nous observons qu'à deux reprises Nadia s'inspire de deux personnes de son entourage pour créer un seul personnage. Ainsi le personnage de Jeanne Denis est pour Barbe une véritable sœur, ce qu'est Joanna pour Nadia, mais elle connaîtra la même fin prématurée et tragique que Sabina, amie chère de Nadia. Barnabé hérite ses dons pour la musique d'Elisa, la mère de Nadia, mais par sa douceur, par sa bienveillance, par sa voix extraordinaire, il ressemble aussi beaucoup à Edmund, un chanteur qui faisait des compliments à la petite Nadia et l'encourageait dans sa pratique de la musique.

### Des références constantes à la musique
Le roman propose des références constantes à la musique. C'est tout d'abord le nom des deux parties qui composent le livre, « Le Carnet Scordatura » et « La Sonate de la Résurrection ». Le terme Scordatura est utilisé comme une manière d'accorder des instruments comme des violons ou des violes, de façon à donner une sorte de dissonance volontaire. Le carnet Scordatura fait référence à un instrument désaccordé auquel Nadia s'identifie : « Me voilà. L'instrument, c'est moi » « Je me mis à frotter les cordes... tout chez moi est tordu ». « La Sonate de La Résurrection » est une sonate faisant partie d'une œuvre d'Heinrich Biber, compositeur allemand du XVIIe siècle. Cette sonate est jouée en Scordatura. On comprend donc que les deux parties du livre auront un rapport entre elles. Dans l'histoire, Nadia décide que Barnabé aura un don pour la musique est plus particulièrement le chant. Cela crée un lien entre lui et son entourage. C'est un lien avec la mère de Nadia, Elisa, qui était musicienne avant le donner naissance à sa fille ainsi que son frère jumeau.

### Un dénouement heureux
Les deux parties se rejoignent aussi dans la mesure où elles connaissent toutes les deux un dénouement heureux. Alors que l'histoire de la vraie Barbe Durand prévoyait pour le personnage éponyme une mort épouvantable, le roman va prendre une direction différente. Alors que Barnabé est venu rendre une dernière visite à sa sœur dans sa prison, ils prennent la décision d'échanger leur place. Barnabé n'a pas de plus cher souhait que de mourir alors que Barbe, victime jusqu'alors d'un sort cruel mérite de connaître une autre vie. L'épilogue dresse pour elle un programme digne du siècle des lumières: elle sera à Paris une femme libre, célèbre et amoureuse. C'est cette nouvelle vie qui nous permet de comprendre pourquoi son histoire est une "résurrection". Quant à Nadia, elle connaît elle aussi une véritable renaissance, retrouvant son identité et abordant enfin les autres et le monde avec joie. C'est l'écriture de son roman qui permet cette libération. Une libération qui est double puisqu'elle congédie son daimôn et puisqu'elle est enfin libérée du souvenir culpabilisant de son frère jumeau mort-né.

## Personnage de Nadia

### La crise identitaire
Une crise identitaire est une période de transition pendant laquelle ont lieu des changements pouvant aller jusqu'à la dépersonnalisation. Chez Nadia cette perte de l'identité se voit d'abord à travers la modification de son propre prénom, " Nadia" devenant "Nada". Cette modification supprime le "i", pronom de la première personne en anglais, le résultat "Nada" signifiant "rien" en espagnol. Nadia montre ainsi sa volonté de s'effacer et de gommer son existence. Lors d'une crise personnelle, la personne se comporte alors comme si plus d'une personnalité résidait en elle. Cela apparaît chez Nadia qui se dédouble à travers son daimôn, créature imaginaire avec qui elle dialogue tout au long du "Carnet Scordatura". Le daimôn porte un autre regard sur sa vie, il pousse Nadia à affronter son passé et ses mauvais souvenirs. Elle se replonge dans son enfance rythmée par la mort de son frère jumeau, les violences du père, la dépression de sa mère. Ces retours en arrière se font de façon décousue, sans chronologie, preuve d'une identité vacillante. Ces événements douloureux font de Nadia une femme bien seule quand elle commence l'écriture de son journal, sans autre interlocuteur que son daimôn imaginaire. La fin du journal intime nous permet cependant d'apercevoir une évolution positive. Alors que Nadia détestait les fleurs, elle se met à les aimer et va jusqu'à accepter d'aller voir celles de son voisin. Elle s'ouvre aux autres et à la beauté du monde. L'écriture de "La Sonate de la Résurrection" et celle de son journal semble avoir eu un effet thérapeutique. Dans son essai L'Espèce fabulatrice, Nancy Huston évoque l'importance des fictions pour les êtres humains :

« Ce que l'art romanesque peut faire, en revanche, c'est nous donner un autre point de vue sur ces réalités. Nous aider à les mettre à distance, à les décortiquer, à en voir les ficelles, à en critiquer les fictions sous-jacentes. »

« Notre condition, c'est la fiction ; ce n'est pas une raison de cracher dessus. »

### Nadia et son daimôn
"Daimôn" est un mot grec que nous connaissons mieux sous la forme "démon". Le daimôn de Nadia est un personnage imaginaire qui apparaît dans le "Carnet Scordatura", comme une muse qui l'accompagne dans la rédaction de son journal mais surtout de son roman. Ce daimôn se manifeste à travers une voix et joue un peu le rôle d'un psychanalyste qui va la forcer, par son cynisme et son ironie, à affronter ses traumatismes. Les interventions du daimôn sont affichées en italiques pour bien souligner sa dimension imaginaire et son altérité. Le dialogue qu'entretient Nadia avec lui est une façon pour elle de recréer les échanges qu'elle aurait pu avoir avec son frère jumeau. Le daimôn est l'un des symptômes de la crise identitaire, il prouve que le moi de Nadia est scindé en deux, tout comme Instruments des Ténèbres est divisé en deux parties bien différentes. Le chiffre 2 hante tout le livre. Au début du carnet, le daimôn a sur Nadia une très forte emprise mais le dénouement de l'histoire fait état d'une inversion du rapport de force et d'une disparition du daimôn.

### Écrivain démiurge
Un écrivain démiurge, c'est tout simplement le fait qu'un écrivain puisse contrôler le sort et le destin de ses personnages. Ainsi donc les écrivains démiurges peuvent être comparés au Dieu créateur. Et d'ailleurs nous retrouvons ce genre d'écrivain dans instruments des ténèbres avec Nadia. On peut expliquer et prouver que Nadia est démiurge. Et bien penchons nous sur instruments des ténèbres. Au début du livre on observe une espèce de dépression de la part de Nadia ou Nada comme elle se renomme car le  « I »  soit « je » en anglais n'existe plus, « nada » signifie « rien » en espagnol. Mais au cours du « carnet Scordatura », le fait d'écrire est pour elle une vraie thérapie et de fil en aiguille elle va retrouver la passion et le goût pour la vie. C'est là un premier exemple que Nadia est démiurge. Autre exemple, on sait qu'elle s'est inspirée d'une histoire réel pour écrire son roman, mais pourtant à la fin du livre Barbe obtient une deuxième chance de vivre une vie meilleure grâce au sacrifice de Barnabé, alors que dans l'histoire dont elle s'est inspirée, Barbe meurt pendue. Nadia a donc modifié le sort et le destin de ses personnages. Et tout à la fin du « carnet Scordatura », Nadia confirme à son daïmôn qu'elle se nomme bien Nadia et non plus Nada et que maintenant elle aime et respire à plein nez les hortensias. Le romancier démiurge peut se recréer lui-même à mesure qu'il crée. Barbe et Nadia se redonnent une seconde chance de combler les erreurs du passé.

## Les Jumeaux

### Des destins contraires
Bien que les jumeaux forment un couple complémentaire, l'un est un garçon l'autre une fille, ils forment surtout un couple d’opposés ; Barbe a une vie difficile et instable, ballottée dans plusieurs familles différentes, certaines familles la torturent autant physiquement que mentalement, elle est victime de maltraitance De plus, dans ces familles, elle occupe le rôle de servante, elle manque d’affection et d'une présence parentale. Hélène Denis lui apprend le métier de guérisseuse cependant cela va lui causer des torts : on va l’accuser de sorcellerie. À cause de ses multiples agressions que lui font subir ses maîtres, le rapport à l'autre lui est devenu compliqué. Barnabé, quant à lui, est un garçon qui a des conditions de vie faciles, une vie stable, il a directement été accueilli par les frères dans un monastère où il est en sécurité et où il est choyé . Il voit le fantôme de sa mère apparaître de temps à autre. Il perd la vue à la suite d'une agression, cependant grâce à cet événement il va acquérir des pouvoirs surnaturels et devenir clairvoyant. Ce don suscite l’admiration contrairement à celui de Barbe. Son goût pour le jardinage montre qu’il est en accord avec le monde autour de lui. Barnabé vit donc en harmonie avec le monde et les autres et si Barbe souffre de la tyrannie masculine, Barnabé vit pour sa part dans un monde où les moines travaillent pour assurer la subsistance de religieuses contemplatives.Parce qu'elle a caché sa grossesse, Barbe est condamnée à mort, mais Barnabé s’introduira dans la prison pour prendre la place de sa sœur. Au terme du roman il meurt et elle continue à vivre: cela nous rappelle les jumeaux de la mythologie grecque Castor et Pollux. Castor représente Barnabé donc la mort et Pollux représente Barbe, l’immortalité .

### Des êtres inspirés
Les jumeaux possèdent aussi comme ressemblance d'être des êtres inspirés par une puissance supérieure. Nadia est un être inspiré car elle est écrivaine, elle est inspirée par le daimôn  (sa muse). Barnabé perd la vue à la suite d'une agression et devient clairvoyant, c'est-à-dire qu'il voit ce que les autres ne voient pas.Barnabé signifie" fils de prophète ", en effet il est inspiré par Dieu, Barnabé est considéré comme un devin, il entend la voix du cœur de Robert d'Arbrissel, il est aussi inspiré par sa mère décédée qui lui rend visite tous les soirs de son enfance. Barbe est inspirée par le diable c'est pour cela qu'elle est considérée comme une sorcière. On peut donc observer une opposition entre Barbe et Barnabé qui sont inspirés l'une par le diable et l'autre par Dieu.

## Une réflexion sur la condition féminine

### Elisa la musicienne
Elisa est la mère de la narratrice. C'est une belle femme plutôt heureuse et sympathique. Elle a été forcée à renoncer à une carrière prometteuse de violoniste par un mari possessif. En renonçant à sa carrière, elle devient alors une femme au foyer. Elisa fait partie de ces femmes qui ont fait beaucoup de fausses couches. Elle se soumet à son mari alors qu'elle avait déjà 5 enfants. Quand Elisa faillit perdre la vie lors d'une fausse couche, sa fille ainée Nadia se trouve près d'elle et subit un traumatisme. Sa mère la trouvant ridicule en jouant du violon, elle décide d'arrêter. Elisa devient comme absente, divague de plus en plus, son esprit ne sait plus faire la différence entre le réel et l'imaginaire.Elle ne contrôle plus rien.Elisa se retrouve à présent dans une maison de repos, Nadia ne vient la voir qu'une à deux fois par an.

### Parallèle entre Barbe et Nadia
Il y a un parallèle entre les deux principaux personnages féminins de ce livre, Nadia et Barbe, et toutes deux illustrent la difficulté d'être une femme. Les deux femmes ont été victimes de violence, Barbe a été violée par son maître tandis que Nadia a été victime de violences par un père alcoolique. Les deux femmes ont eu des enfants non désirés et qu’elles n'ont pas pu garder. Quand elles envisagent d'avorter, elles reçoivent l'aide de femmes de leur entourage : Hélène Denis donne des herbes abortives à Barbe (mais le remède échouera) et Nadia est soutenue par sa mère. Les époques changent mais l'avortement reste une affaire de femmes et une épreuve sous-tendue d'ambiguité, Nadia et Barbe manifestant toutes deux un amour absolu pour cet enfant qu'elles ne peuvent pas garder. En témoigne le surnom affectueux donné à chacun des bébés, Tom Pouce ou Petit Poucet. Ainsi dans ce livre Nancy Huston aborde-t-elle une position féministe. Le sort des femmes n’a pas changé malgré les siècles, la violence faite aux femmes reste la même (certaines femmes sont toujours battues par leur mari) car le sexisme et d'autres violences  sont toujours d’actualité. La condition de la femme est parfois marquée par la maternité qui la transporte mais qui la met parfois en danger : la mère des jumeaux est morte à l’accouchement et les fausses couches subies par Elisa ont conduit à la fragiliser. Le peu de compassion des hommes est toujours présent et le droit à l’avortement n’est toujours pas accepté par certains.

## Éditions
- Nancy Huston, Instruments des ténèbres, Actes Sud et Leméac, 1996  (ISBN 2-7427-0871-5 et 2-7609-1737-1)